# Acropora tenella
Acropora tenella е вид корал от семейство Acroporidae. Видът е световно застрашен, със статут Уязвим.

## Разпространение
Разпространен е в Австралия, Вануату, Виетнам, Гуам, Индонезия, Малайзия, Микронезия, Палау, Папуа Нова Гвинея, Провинции в КНР, Северни Мариански острови, Тайван, Филипини и Япония.